# Jason Cruz
Jason Alexander Cruz (South Gate (California), 6 febbraio 1974) è un cantante statunitense, leader della punk rock band Strung Out.
È anche un artista, ideatore del design e artwork di tutte le copertine degli album degli Strung Out. Tramite il suo sito personale è possibile osservare le sue varie forme di lavori artistici.

## Biografia
Le sue maggiori influenze da cantante derivano da artisti come Tom Waits, Jimi Hendrix, William Burroughs, Elvis Costello, Hank Williams Sr e Bob Dylan.	
Dice di essere stato inoltre influenzato dal deserto, dagli incroci tra strade sterrate polverose e dalla musica malinconica che sua madre ascoltava quando era un ragazzino. Il suo primo concerto è stato quello dei Depeche Mode, nel 1986, quando aveva 12 anni.
Jason è stato anche un tatuatore presso il Twizted By Dezign Studios a Los Angeles. Per un breve periodo ha fatto diversi tatuaggi ai suoi compagni della band.
Oltre essere un song writer, un musicista e un artista, ha anche pubblicato 3 poesie che si possono trovare nella raccolta Revolution On Canvas: Poetry From The Indie Music Scene.
Vive a San Buenaventura (California).

## Discografia

### Strung Out (studio)
- 1994 - Another Day in Paradise
- 1996 - Suburban Teenage Wasteland Blues
- 1998 - Twisted by Design
- 2000 - The Element of Sonic Defiance
- 2002 - An American Paradox
- 2004 - Exile in Oblivion
- 2007 - Blackhawks Over Los Angeles
- 2009 - Agents of the Underground
- 2015 - Transmission.Alpha.Delta
- 2018 - Black Out The Sky
- 2019 - Songs of Armor and Devotion

### Strung Out (live)
- 2003 - Live in a Dive: Strung Out

### T4 Project
- 2008 - Story-Based Concept Album

### Jason Cruz and Howl
- 2012 - Loungecore
- 2014 - Good Man's Ruin